# Сулаквелидзе, Виктор Самсонович
Виктор Самсонович Сулаквелидзе, груз. ვიქტორ სამსონოვიჩი სულაქველიძე; (1919—1984) — советский учёный и военный инженер, доктор технических наук (1958), профессор (1959), генерал-майор инженерно-технической службы (1962). Заслуженный деятель науки РСФСР (1971).  Один из создателей лазерного оружия для космонавтов.

## Биография
Родился 15 декабря 1919 года в селе Мтиздзири, Ванского района Грузии в семье учителей.
С 1937 по 1942 год обучался в  Грузинском государственном индустриальном институте имени С. М. Кирова, после окончания которого с отличием был призван в ряды РККА и с 1942 по 1946 год обучался в Военной артиллерийской инженерной академии имени Ф. Э. Дзержинского. В период Великой Отечественной войны В. С. Сулаквелидзе занимался вопросами в области обеспечения мер безопасности на заводах вооружения и боеприпасов, разрабатывал методику по обновлению стреляных гильз.
С 1946 по 1984 год на научно-педагогической и исследовательской работе в Военной артиллерийской инженерной академии имени Ф. Э. Дзержинского в должностях: адъюнкт, преподаватель, старший преподаватель, профессор, заместитель начальника кафедры и с 1960 по 1984 год — руководитель кафедры специального вооружения. Постановлением СМ СССР в 1962 году В. С. Сулаквелидзе было присвоено воинское звание генерал-майор инженерно-технической службы.

### Научно-педагогическая деятельность
Основная научно-исследовательская и педагогическая деятельность В. С. Сулаквелидзе была связана с вопросами в области создания и совершенствования головных частей межконтинентальных баллистических ракет, он являлся организатором научной школы по ядерным боеприпасам в Военной артиллерийской инженерной академии имени Ф. Э. Дзержинского во главе этой школы он занимался исследованием в области создания боевых возможностей ядерных зарядов и обычных боеприпасов, в том числе он являлся руководителем научной группы по разработке и созданию для космонавтов в целях самозащиты индивидуального лазерного оружия. В 1984 году в качестве соавтора В. С. Сулаквелидзе участвовал в создании лазерного пистолета разрабатываемого в рамках космической программы «Алмаз» для защиты орбитальных пилотируемых станций, в том числе станции «Салют».
В 1958 году В. С. Сулаквелидзе защитил диссертацию на соискание учёной степени  доктор технических наук, в 1959 году ему было присвоено учёное звание профессора. В. С. Сулаквелидзе являлся автором более ста пятидесяти научных работ, в том числе нескольких монографий. Под руководством В. С. Сулаквелидзе были подготовлены сорок кандидатских и шесть докторских диссертации. В 1971 году В. С. Сулаквелидзе за большой научный вклад в создание специальных видов вооружения был удостоен почётного звания Заслуженный деятель науки РСФСР.
Скончался 31 октября 1984 года в Москве, похоронен в Тбилиси на Сабурталинском кладбище.

## Награды
- Орден «За службу Родине в Вооружённых Силах СССР» 3-й степени
- Орден «Знак Почёта»

### Премии и звания
- Заслуженный деятель науки и техники РСФСР (1971 — «За большой научный вклад в создание специальных видов вооружения»)